# Дене, Томас
Томас Дене (нем. Thomas Dähne; род. 4 января 1994, Обераудорф, Бавария или Oberaudorf, Бавария) — немецкий футболист, вратарь клуба «Хольштайн».

## Клубная карьера

### Система РБ
Воспитанник «РБ Зальцбург». В первых сезонах за «РБ Зальцбург II» сыграл 8 матчей, пропустил 7 мячей. В 2013 году дебютировал за «РБ Зальцбург» в матче против «Аустрии» (3:0 в пользу Зальцбурга). С 2012 по 2014 год выступал за «Лиферинг», сыграл 53 матча и пропустил 60 мячей. В 2014 году перешёл в «РБ Лейпциг», но не сыграл ни одного матча за основную команду, лишь сыграл 12 матчей за «РБ Лейпциг II».

### ХИК
10 августа перешёл в ХИК. За клуб дебютировал в матче против ХИФК. В первом сезоне за ХИК сыграл 6 матчей, пропустил 8 мячей. Первый «сухарь» за клуб оформил в матче против «Мариехамна». В сезоне 2016 сыграл 33 матча, из них 10 матчей на ноль. В сезоне 2017, где ХИК выиграл чемпионат Финляндии и кубок, Томас Дене сыграл 33 матча, пропустил 14 мячей и в 21 матче сыграл на ноль.

### Висла Плоцк
1 января 2018 года перешёл в «Вислу» из Плоцка. За клуб дебютировал в матче против «Гурника» из Забже. Свой первый «сухарь» за «Вислу» оформил в матче против «Заглембе» из Любина. Всего в Экстраклассе сыграл 71 матч, пропустил 105 мячей и сыграл 13 матчей на ноль.

### Хольштайн Киль
1 июля 2020 года перешёл в «Хольштайн Киль». За клуб дебютировал в матче против клуба «Падерборн 07». Тогда же оформил свой первый матч на ноль. Из-за инфекции и травмы колена пропустил 69 дней.

## Карьера в сборной
Играл за сборные Германии до 16, 17, 18, 19 и 20 лет. Всего сыграл 17 матчей, пропустил 12 мячей.

## Достижения
- Победитель Западной региональной лиги (3-я лига): 2012/13
- Чемпион чемпионата Австрии: 2013/14
- Обладатель Кубка Австрии: 2013/14
- Чемпион Вейккауслиги: 2017
- Обладатель Кубка Финляндии: 2017